# Noble Tour
La Noble Tour est un ancien bastion des remparts de Lille et dernier vestige debout des fortifications médiévales de la ville. Elle a été construite sous le règne de Philippe le Hardi (duc de Bourgogne et époux de Marguerite III de Flandre.
Elle a été renommée en 1975 « Mémorial départemental de la Résistance et de la Déportation ».

## Description
La Noble Tour est un ancien ouvrage des remparts de Lille et est le plus vieil édifice fortifié de Lille. Elle est desservie par la station de métro Lille Grand Palais. Elle est classée Monument historique depuis mars 1922.

## Histoire

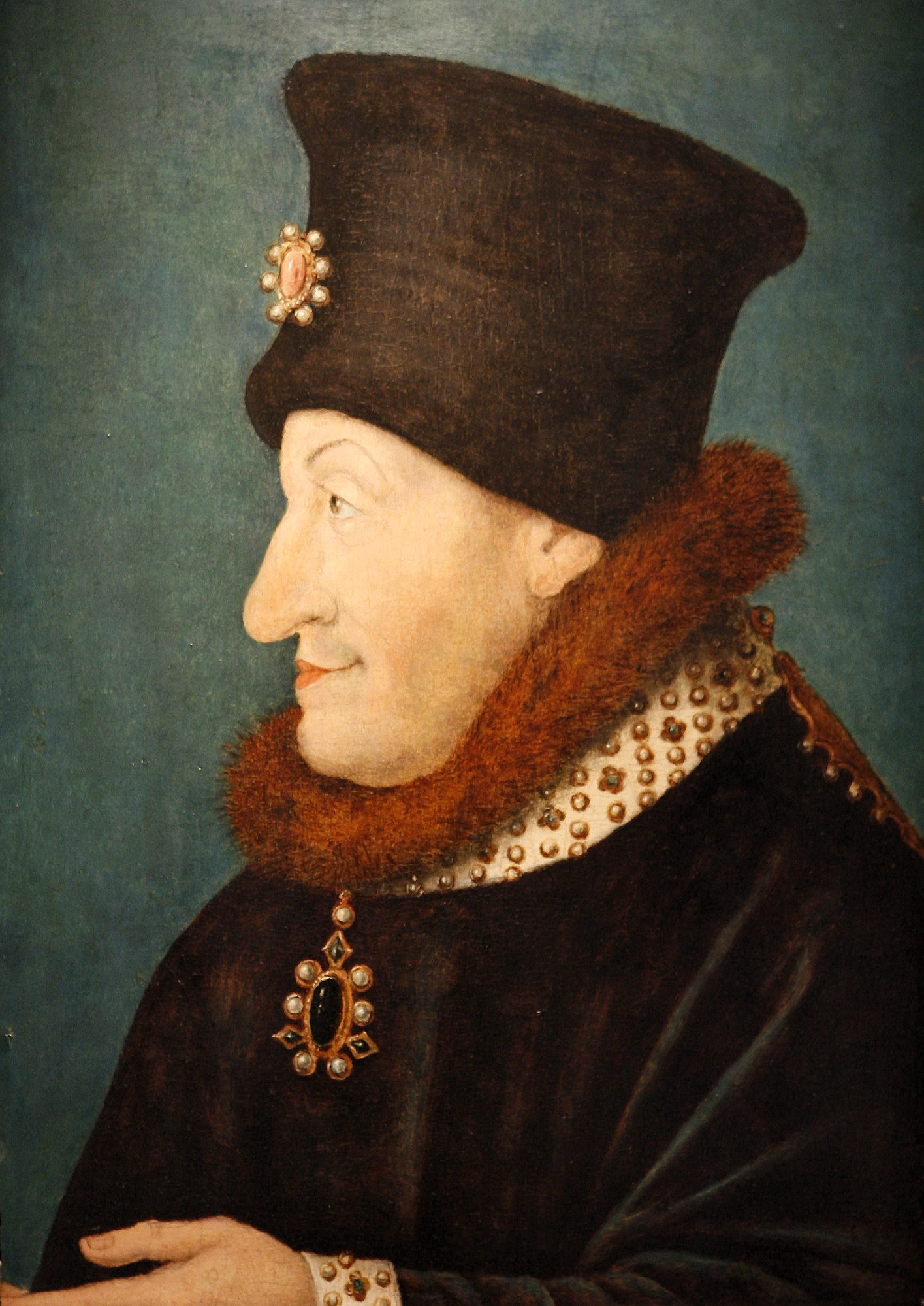
Philippe II le Hardi, duc de Bourgogne.
École française (fin du XVIe siècle, musée des beaux-arts de Dijon).

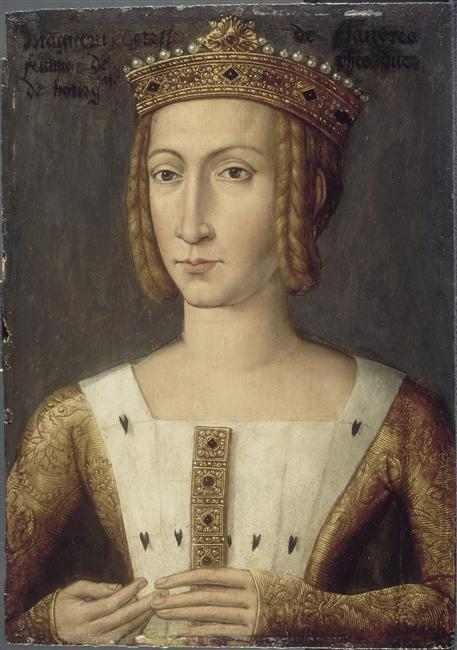
Marguerite de Male, dite Marguerite de Dampierre ou Marguerite de Flandre, comtesse de Flandre, d'Artois et de Bourgogne, née le 13 avril 1350 et morte le 16 mars 1405.

La Noble Tour faisait partie du plan de défense de Lille lors de la guerre de Cent Ans contre les envahisseurs français. Ses murs d'environ trois mètres d’épaisseur formaient l’une des 65 tours fortifiées de l’enceinte médiévale du XVe siècle.
C'est le duc de Bourgogne et comte de Flandre, Philippe II de Bourgogne dit Philippe le Hardi, qui en décida la construction en 1402 et confia les travaux qui durèrent 20 ans à Jehan Sceutre.
En 1667, la tour est en partie abîmée lors du siège de Lille.
En 1672, Vauban la restaure pour qu'elle retrouve sa place dans son nouveau schéma défensif de la ville. Il décide de la couvrir avec un ouvrage à cornes. En 1803, elle sert d'entrepôt à poudre.
En 1875, elle est remise aux services de l'artillerie qui s'en servent comme entrepôt à bois de démolition.
En 1896, l'incendie de l'Église Saint-Sauveur de Lille endommage la tour, dont une partie du mur s'effondre.
En 1911, elle est louée deux francs par an à la Commission historique du Nord pour dégager sa base afin d'en assurer la conservation. 
Après-guerre, la Noble Tour devient un lieu de mémoire de la Résistance de la Seconde Guerre mondiale, que le général de Gaulle inaugurera en 1959. Elle renferme des cendres provenant des camps de la mort dans une urne de pierre et porte une sculpture d'André Bizette-Lindet en souvenir des victimes.